# Hans Albert
Hans Albert (Colonia, 8 febbraio 1921 – Heidelberg, 24 ottobre 2023) è stato un filosofo e sociologo tedesco.
I suoi settori di ricerca erano le Scienze sociali e gli Studi generali sul metodo. È stato un razionalista critico, che presta particolare attenzione all'euristica razionale. È stato un forte critico della tradizione ermeneutica continentale, per come è stata diffusa da Martin Heidegger e Hans-Georg Gadamer.
Fu l'ideatore del Münchhausen-Trilemma.

## Biografia
Albert è nato a Colonia, in Germania, l'8 febbraio 1921. Nel 1950 ha conseguito una laurea in economia aziendale presso l'Università di Colonia, seguita da un dottorato in politica sociale nel 1952. Dal 1952 al 1958 ha lavorato come assistente presso l'istituto di ricerca per le scienze sociali e amministrative dell'università, dove ha conseguito anche un dottorato abilitante in politica sociale nel 1957. Come docente, ha tenuto lezioni su logica, teoria della scienza ed economia dello Stato sociale. A partire dal 1958 ha partecipato alle Alpbacher Hochschulwochen (una conferenza estiva nel villaggio alpino austriaco di Alpbach), dove ha incontrato Karl Popper dopo aver studiato e adottato principalmente la sua filosofia. Nel 1963, Albert ha ricevuto la cattedra di Scienze Sociali e Studi Generali sui Metodi (successivamente denominata Sociologia e Studi di Economia) presso la Wirtschaftshochschule Mannheim (successivamente Università di Mannheim).
Fu un forte critico dell'ermeneutica continentale inaugurata da Heidegger e seguita da Gadamer. Ha criticato e respinto il relativismo e il dogmatismo perché si basano su strategie di immunizzazione volte a evitare critiche legittime. Ha formulato il "trilemma di Münchausen" come argomento contro il fondazionalismo. Tutte le pretese di conoscenza sono fallibili e quindi suscettibili di revisione. Nella controversia del positivismo tedesco che raggiunse il suo apice all'inizio degli anni '60, Hans Albert e Karl Popper furono i principali avversari di Adorno e Habermas.

## Opere
- 1968 — Traktat über kritische Vernunft
- 1971 — Plädoyer für kritischen Rationalismus
- 1972 — Kontruktion und Kritik
- 1987 — Kritik der reinen Erkenntnislehre
- 2000 — Kritischer Rationalismus
- 2003 — Kritik des transzendentalen Denkens
- 2007 — In Kontroversen verstrickt. Vom Kulturpessimismus zum kritischen Rationalismus